# Llibre dels àngels

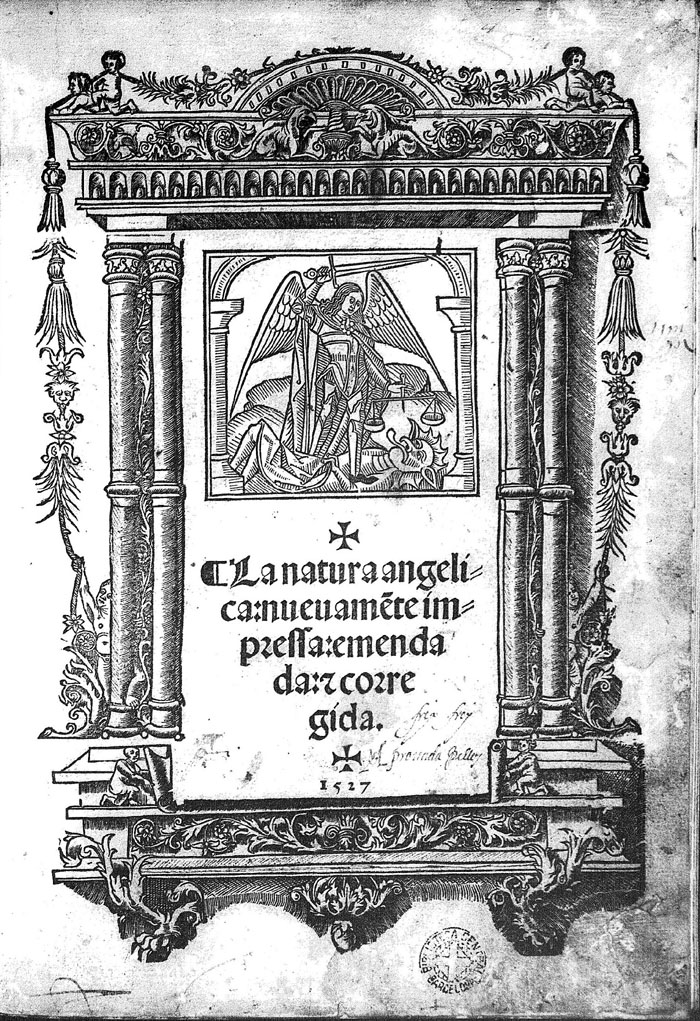
Portada de la traducción al castellano del Llibre dels Àngels de Francesc Eiximenis editada en Alcalá de Henares en 1527 por Miguel de Eguía

El Llibre dels àngels (Libro de los Ángeles) es una obra escrita por Francesc Eiximenis en el año 1392 en Valencia en catalán y dedicada a Pere d’Artés, maestre racional con quien le unía un fuerte vínculo de amistad. Consta de doscientos un capítulos y está dividido en cinco tratados.

## Información general
Este libro es un auténtico tratado de angelología, con muchas reflexiones políticas. Fue quizás el libro de Eiximenis que más éxito tuvo, pues fue traducido al latín (es la única obra de Eiximenis traducida a esta lengua), al castellano, al francés, e incluso al flamenco (posiblemente fue el único libro en catalán medieval traducido a este idioma). 
Una de las ediciones incunables francesas, por otra parte, fue el primer libro impreso en la ciudad suiza de Ginebra. Podríamos afirmar, en fin, que de esta materia debería de haber tratado Eiximenis en el libro Huitè (volumen octavo) de su proyecto enciclopédico Lo Crestià, donde debía de haber hablado de com Déu lo relleva [l’home] per ostensió de la sua potència e saviesa e clemència, que demostra en les coses creades e governades e ordenades en deguts estaments (cómo Dios alivia [al hombre] a través de su potencia, sabiduría y clemencia, que demuestra en las cosas creadas, gobernadas y ordenadas en debidos estamentos). Cabe tener presente que él considera a los ángeles como uno de estos estamentos, siguiendo la mentalidad teológica medieval, reflejada en este sentido en los famosos Quattuor libri sententiarum [Cuatro libros de las sentencias] de Pedro Lombardo, cuyo libro segundo habla de los ángeles. Eiximenis nos lo corrobora esto en el capítulo 43 del Segon del Crestià (Segundo volumen de Lo Crestià).

## Influencia en la ciudad y Reino de Valencia
Sin exagerar, podemos decir que este libro influyó de manera decisiva en la extensión del culto y la devoción de los ángeles en la ciudad y Reino de Valencia. Coincide significativamente la fecha de la composición del Llibre dels àngels (1392) con un acuerdo del 9 de agosto de 1392 del Consell General de València (Consejo General de Valencia, órgano de gobierno municipal) para que se decore la Sala del Consell (Sala del Consejo) con diversas figuras, entre ellas la del ángel custodio. Este culto y devoción fueron así mismo prosperando y extendiéndose en años posteriores, como lo demuestra el hecho que en 1411 se compuso un oficio propio del ángel custodio de Valencia, que recogen algunos breviarios de aquella época, y que en 1446 empezó a regir la fiesta anual del ángel custodio que se celebraba en la catedral, y que estaba sujeta a determinados ritos.

## Ediciones digitales delLlibre dels Àngels

### Manuscritos
- Edición en la Biblioteca Virtual Joan Lluís Vives del Ms. 86 del Fondo de Reserva de la Biblioteca de la Universidad de Barcelona. (en catalán)

### Incunables
- Edición en la Memòria Digital de Catalunya de la edición incunable de Joan Rosembach (Barcelona, 21 de junio de 1494). (en catalán)
- Edición en la Biblioteca Digital Hispánica de la edición incunable de la traducción al castellano, impresa por Fadrique de Basilea (Burgos, 15 de octubre de 1490).
- Edición en Gallica (Documentos y libros digitalizados de la Biblioteca Nacional de Francia) de la edición incunable de la traducción al francés publicada en Ginebra por Adam Steinschaber el 24 de marzo de 1478. (en francés)
- Edición en la Biblioteca virtual de la Universidad de Lieja de la edición incunable de la traducción al francés publicada en Lyon por Guillaume Le Roy el 20 de mayo de 1486. (en francés)

### Ediciones antiguas
- Edición en la Biblioteca Virtual Joan Lluís Vives de la traducción al castellano editada por Miguel de Eguía en Alcalá de Henares el 28 de enero de 1527.

### Ediciones modernas
- De Sant Miquel arcàngel, edición del quinto tratado del Llibre dels Àngels preparada por Curt Wittlin (Barcelona. Curial Edicions Catalanes. 1983. 177 pp). (en catalán)
- Edición crítica del 'Libre dels àngels' (1392) de Francesc Eiximenis. Catàleg de mss., índexs d'autors, bíblic i temàtic. Tesis doctoral de Sergi Gascón Urís (Universitat Autònoma de Barcelona. 1992, 931 pp.; ed. en microficha, UAB 1993)(en catalán).

### ElLlibre dels Àngelsdentro las obras completason line
- Obras completas de Francesc Eiximenis (en catalán y en latín) Archivado el 2 de abril de 2012 en Wayback Machine..